# Зайцевы (купцы)
Зайцевы — династия нижегородских купцов и промышленников XVIII — начала XX веков.

## Происхождение
Род Зайцевых происходил из крестьян Берёзопольского стана Нижегородского уезда, проживавших в XVIII веке в соседнем ближайшем к городу Горбатову селе Нижний Избылец.

## Предпринимательская деятельность
В первой половине XVIII века Иван Зайцев основал в Нижнем Избыльце канатопрядильное производство. Дело продолжили его сыновья Пётр и Алексей, достигнув больших успехов: часть пеньковых снастей братья поставляли по подрядам уральским заводчикам Демидовым на корабельные караваны, перевозившие железо. Младший сын Петра Ивановича — Григорий к концу века значился как крупный предприниматель. Заниматься семейным производством продолжили его сыновья — Евлампий и Ермила, торговавшие канатами на Нижегородской ярмарке. 
В 1839 году Евлампий Зайцев смог выкупить себя и своё многочисленное семейство на волю у помещиков Турчаниновых. В 1840 году приписался в горбатовские купцы 3-й гильдии. Наиболее успешным стал его третий сын Андрей, купец 1-й гильдии, впоследствии ставший городским головой Горбатова. В конце 1850-х годов он приобрёл канатную фабрику в городе Касимове Рязанской губернии и за время владения превратил её в крупнейшее предприятие отрасли, оснащённое паровыми машинами. 
В конце 1880-х годов А. Е. Зайцев перебрался в Нижний Новгород, где обзавёлся недвижимостью. В 1871 году он был избран гласным в Городскую думу. Дело А. Е. Зайцева продолжили его сыновья — Михаил и Александр, основав торговый дом «Андрея Зайцева сыновья» с уставным капиталом в 120 тыс. рублей. Братья вели торговлю пряжей, льняными и пеньковыми нитками, пеньковым шпагатом. 

## Генеалогия
- Зайцев, Яков (? — пер. пол. XVIII века) — крестьянин села Нижний Избылец.
  - Зайцев, Иван Яковлевич (1711—1776) — основал канатопрядильное производство, дал начало купеческой ветви рода Зайцевых.
    - Зайцев, Пётр Иванович (1734—1795) — совладелец канатного производства.
      - Зайцев, Василий Петрович (1758—1808) — крестьянин; потомство Василия Петровича продолжало заниматься земледелием и на 1917 год осталось в крестьянском сословии.
      - Зайцев, Григорий Петрович (1768—1812) — совладелец канатного производства.
        - Зайцев, Евлампий Григорьевич (1793—1850) — горбатовский купец 3-й гильдии, владел собственным канатным производством, поставлял продукцию в Казанскую губернию. Первая жена — Простовитина, Екатерина. Вторая жена — Селезнёва, Прасковья Павловна (?—1855), дочь казанского купца Павла Селезнёва.
          - Зайцев, Григорий Евлампьевич (?) — горбатовский купец, позже мещанин.
          - Зайцев, Алексей Евлампьевич (?) — горбатовский купец, позже мещанин.
          - Зайцев, Семён Евлампьевич (?) — горбатовский купец, позже мещанин.
          - Зайцев, Василий Евлампьевич (?) — горбатовский мещанин, владел мелочной лавкой, был гласным Горбатовской городской думы, членом сиротского суда.
            - Зайцев, Сергей Васильевич (?) — последний дореволюционный директор Касимовской фабрики Зайцевых.

          - Зайцев, Андрей Евлампьевич (1824—1889) — нижегородский купец 1-й гильдии, гласный Нижегородской городской думы (1871), председатель совета Мининского братства, попечитель городского приюта им. графини О. В. Кутайсовой, член попечительского совета Мариинской женской гимназии, почётный член совета городского Кулибинского ремесленного училища. Жена — Полтанова, Александра Андреевна (1833—1876), дочь нижегородского купца Михаила Андреевича Полтанова.
            - Зайцев, Михаил Андреевич (1851—?) — нижегородский купец 1-й гильдии, возглавлял совет Мининского братства, почётный член совета Кулибинского ремесленного училища, член попечительского совета Мариинской женской гимназии, староста Космодамианской церкви (1896—1912), был близок к Иоанну Кронштадскому. Жена — Ильина, Анна Никифоровна, дочь астраханского купца Никифора Ивановича Ильина.
            - Зайцев, Александр Андреевич (1867—?) — нижегородский купец 1-й гильдии, председатель совета Мининского братства (1894—1918), почётный член Нижегородского губернского попечительства детских приютов, член комитета Мариинского городского родовспомогательного заведения, ктитор и староста Александровской церкви дворянского института. Жена — Яргомская, Ольга Петровна, дочь череповецкого и нижегородского купца Петра Дмитриевича Яргомского.
            - Зайцева, Антонина Андреевна (в замужестве — Суздальцева) (?)

        - Зайцев, Ермила Григорьевич (1798—1874) — горбатовский купец 3-й гильдии, владел собственным канатным производством, поставлял товар в Астрахань. Жена — Банина, Марфа Павловна, крестьянка села Павлово Горбатовского уезда.
          - Зайцев, Иван Ермилович (?) — служил при избылецком прядильном заводе двоюродного брата Андрея Зайцева, был ратманом горбатовского магистрата. Жена — Баландина, Мария Макаровна, дочь старшего земского и поверенного павловской вотчинной конторы графов Шереметевых.
          - Зайцев, Сергей Ермилович (?) — проживал в селе Павлово Горбатовского уезда. Жена — Воротилова, Мария Александровна.
            - Зайцев, Александр Сергеевич (?) — занимался лавочной мучной торговлей в Павлово.

          - Зайцев, Александр Ермилович (?) — депутат горбатовского уездного полицейского управления.

        - Зайцев, Василий Григорьевич (1809—1864) — оставался в крестьянском сословии.

      - Зайцева, Ульяна Петровна (в замужестве — Булавина) (?)
      - Зайцева, Мария Петровна (в замужестве — Романова) (?)

    - Зайцев, Алексей Иванович (1751—1813) — совладелец канатного производства.
      - Зайцев, Иоаким Михайлович (1857—?) — правнук Алексея Ивановича Зайцева, волостной старшина Избылецкой волости, член совета Избылецкого сельского банка, товарищ председателя Избылецкого отдела Русского народного союза им. Михаила Архангела.
      - Зайцев, Афанасий Васильевич (?) — праправнук Алексея Ивановича Зайцева по другой линии.
        - Зайцев, Иван Афанасьевич (1880—1914) — служил приказчиком на канатопрядильной фабрике купца Спирина.
        - Зайцев, Фёдор Афанасьевич (1883—?) — унтер-офицер Самарского жандармского управления железных дорог.

  - Зайцев, Михаил Яковлевич (?)
  - Зайцев, Дмитрий Яковлевич (?)
    - Зайцев, Афанасий Николаевич (?) — правнук Дмитрия Яковлевича Зайцева, владел прядильным заводом в Избыльце в 1850-х годах.
    - Зайцев, Алексей Николаевич (?) — потомок Дмитрия Яковлевича Зайцева по другой линии, горбатовский мещанин, содержал конную станцию местного земства.
    - Зайцев, Константин Иванович (1872—1944) — потомок Дмитрия Яковлевича Зайцева по другой линии, владел мясной лавкой в Избыльце.